# Stazione di Aosta
La stazione di Aosta (in francese: gare d'Aoste) è la principale stazione ferroviaria della città di Aosta, capolinea delle linee per Ivrea/Chivasso (verso il Piemonte) e Pré-Saint-Didier (quest'ultima è attualmente senza traffico).

## Storia

La stazione negli anni '30

L'impianto fu inaugurato il 4 luglio 1886, contestualmente all'attivazione della tratta Donnas-Aosta, ultima sezione della ferrovia proveniente da Chivasso.
Nel 1929 la stazione, fino ad allora capolinea, divenne passante con l'attivazione della linea per Pré-Saint-Didier, una ferrovia a vocazione mineraria realizzata dalla società Cogne attraverso la controllata Ferrovia Aosta-Pré Saint Didier (FAP) e da essa gestita fino al 1931, anno del passaggio alle FS.
Nel 1968, ormai da tempo scemato il traffico merci, la trazione elettrica a 3.000 V c.c. sulla linea di Pré Saint Didier venne disattivata e conseguentemente gli impianti della trazione elettrica furono eliminati dalla stazione.
Negli anni l'impianto subì diversi restauri, l'ultimo significativo dei quali ebbe luogo nel 1989 e comportò la realizzazione di nuove pensiline e la disattivazione della cabina Saxby, sede del precedente apparato centrale.
Ai tempi della Gestione del Genio Ferrovieri era, assieme alla stazione di Ivrea, stazione in cui vi era la presenza di un ufficiale e da cui dipendevano le stazioni limitrofe.
La Regione Valle d'Aosta ha sospeso l'esercizio sulla linea Aosta-Pré Saint Didier a partire dal 24 dicembre 2015.
Dal 2021 sono in corso lavori per migliorare l'accessibilità della stazione, con innalzamento delle banchine e installazione di ascensori

## Strutture e impianti

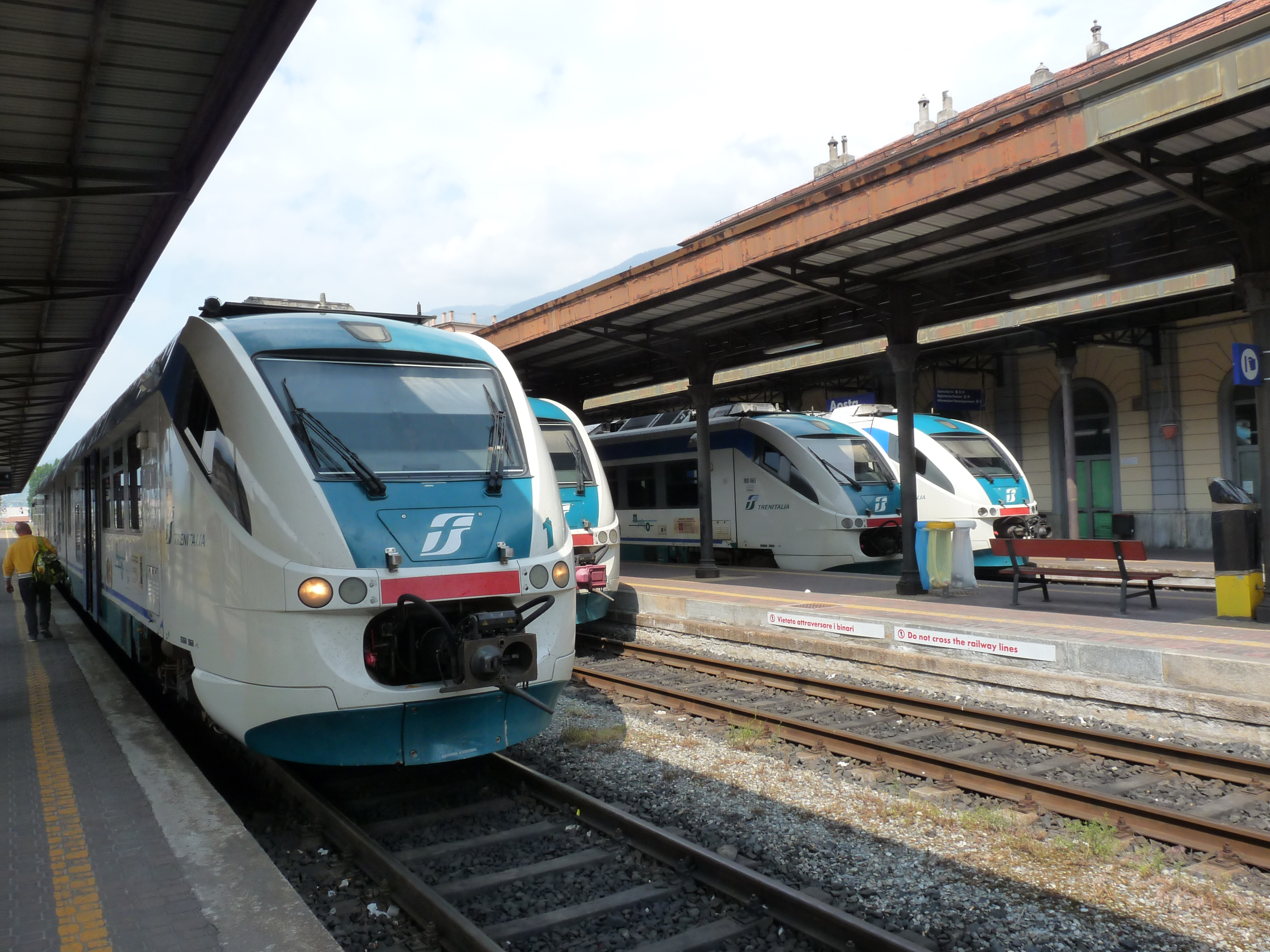
Stazione lato binari (sono presenti quattro Minuetti diesel con la vecchia livrea, ora non più in uso)

La stazione è dotata di cinque binari passanti, utilizzati come punto di sosta o scambio delle linee Chivasso-Ivrea-Aosta e Aosta-Pré-Saint-Didier, provvisti di banchine per i viaggiatori, pensiline metalliche e sottopasso pedonale. Sono inoltre prese tre binari tronchi lato Pré-Saint-Didier ed utilizzati per il ricovero treni e il rifornimento dei mezzi diesel. È presente anche uno scalo merci non più attivo (a causa di assenza del traffico merci).

## Movimento
Il servizio è costituito da treni regionali effettuati da Trenitalia nell'ambito del contratto di servizio stipulato con la Regione Valle d'Aosta. I treni hanno come destinazione Torino Porta Nuova, Chivasso e Ivrea, mentre la linea per Pré-Saint-Didier è al momento sospesa.
Il traffico merci risulta pressoché assente: fino al 1997 arrivavano regolarmente ad Aosta convogli di lose, tipiche lastre di pietra per la copertura dei tetti delle caratteristiche case di montagna della Valle d'Aosta. Permane inoltre un saltuario traffico, finanziato dalla Regione, a servizio della Cogne Acciai Speciali per il trasporto di rottami da utilizzare nelle fonderie.

## Servizi

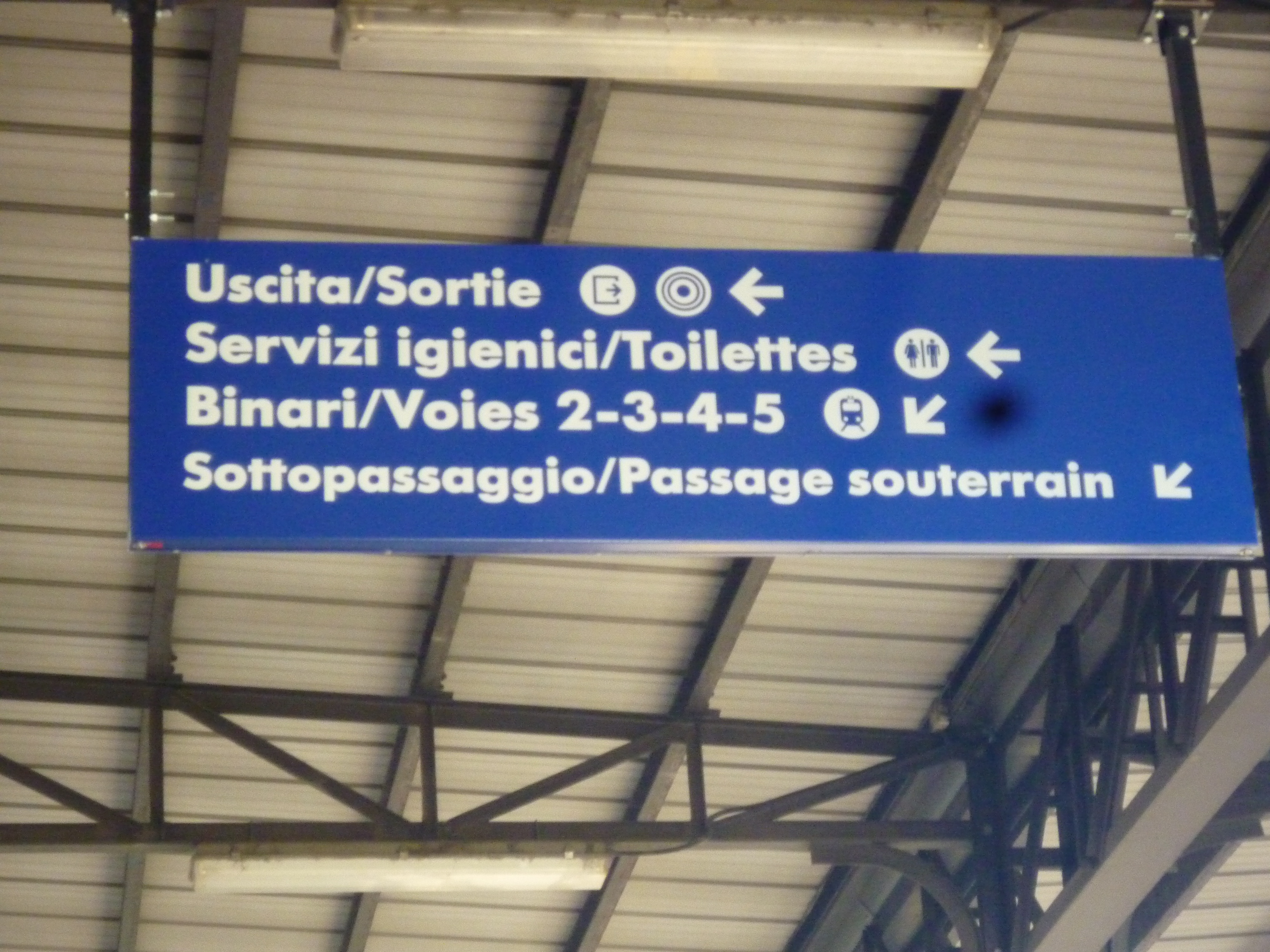
Cartello bilingue

Nella stazione, classificata da RFI nella categoria "Gold", è presente la segnaletica bilingue. Essa dispone di:
- Biglietteria a sportello
- Biglietteria automatica
- Sala d'attesa
- Bar
- Posto di Polizia ferroviaria
- Servizi igienici
- Ristorante
- Ufficio informazioni turistiche

## Interscambi
- Stazione taxi
- Fermata autobus